# تحوت

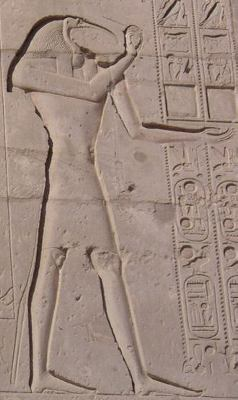
تحوت (الرمسيوم، الأقصر)

تحوت أو توت إله الحكمة عند المصريين القدماء.أحد أرباب ثامون الأشمونين الكوني. يعتبر من أهم الآلهة المصرية القديمة، ويُصور برأس أبو منجل.. نظيره الأنثوي الإلهة ماعت ولقد كان ضريحه الأساسي في أشمون حيث كان المعبود الأساسي هناك.
اعتبر قدماء المصريين أن الإله تحوت هو الذي علمهم الكتابة والحساب (أنظر الحساب عند قدماء المصريين)، وهو يصور دائما ماسكا بالقلم ولوح يكتب عليه. له دور أساسي في محكمة الموتى حيث يؤتى بالميت بعد البعث لإجراء عملية وزن قلبه أمام ريشة الحق ماعت. ويقوم تحوت بتسجيل نتيجة الميزان. إذا كان قلب الميت أثقل من ريشة الحق - فيكون من المخطئين العاصين - يُلقى بقلبه إلى وحش مفترس تخيلي اسمه عمعموت فيلتهمه وتكون هذه هي النهاية الأبدية للميت. أما إذا كان القلب أخف من ريشة الحق (ماعت) فمعنى ذلك أن الميت كان صالحا في الدنيا فيدخل الجنة يعيش فيها مع زوجته وأحبابه، بعد أن يستقبله أوزيريس.
| G26 | t · Z4 |

| G26 | t · Z4 |

## أسماء تحوت
في وقت لاحق أعاد اليونانيون تسميته بهرمس ولقد رآه اليونانيون كمبعوث الآلهة تمامًا كهرمز-Hermes كما أن العرب أعادوا تسميته بـ (أشمونين) ولقب باسم المعظم ثلاث مرات. وله أضرحة في عدة أماكن أخرى منها على سبيل المثال أبيدوس.

## أصل تحوت

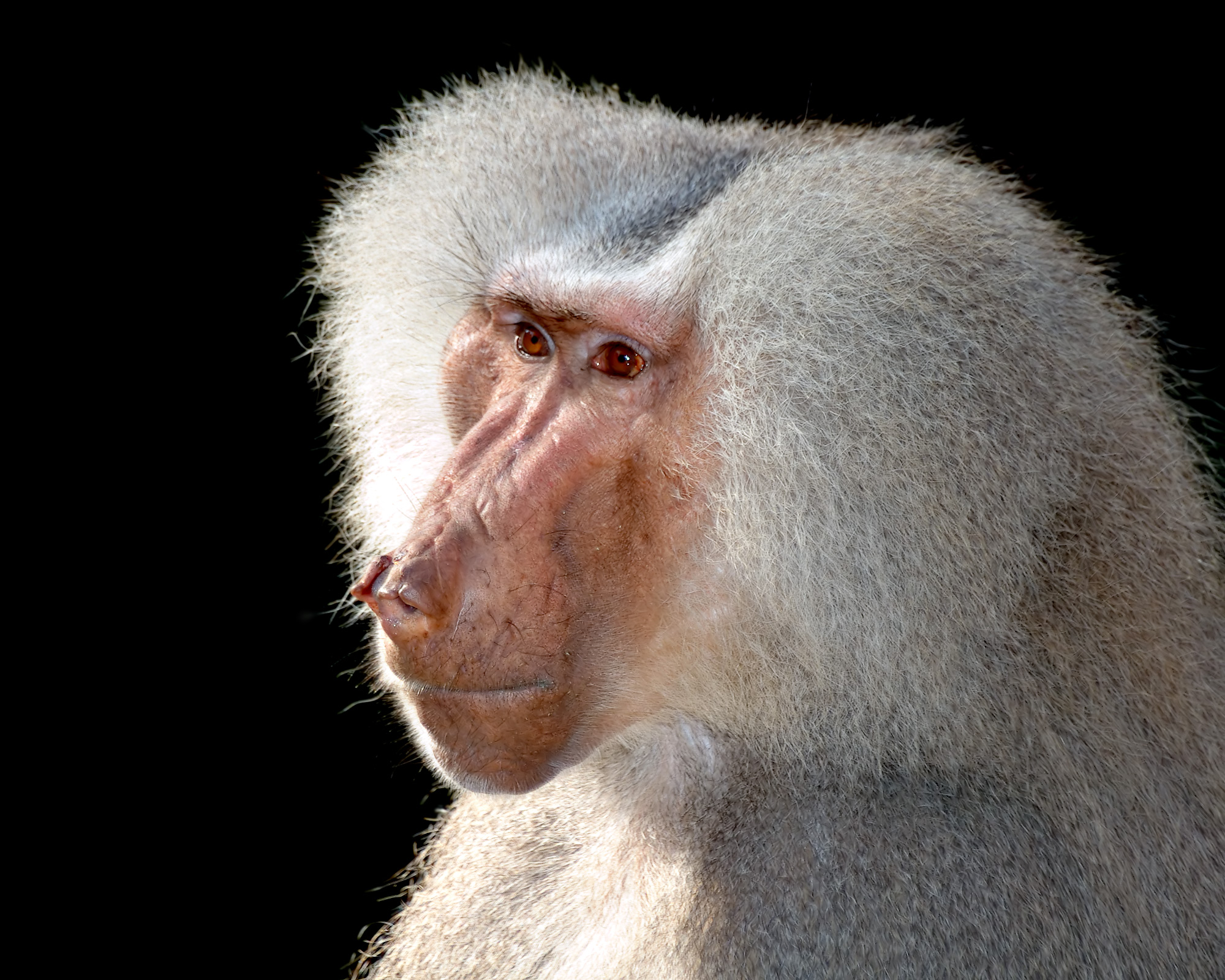
ربَّاح مُقدَّس، الحيوان المُحرَّم عند تحوت.

يعرض كتاب (The Gods of the Egyptians) أقوالًا بأن تحوت ولد من جمجمة ست، كما يعرض أقوالًا أخرى بأنه ولد من قلب رع ولقد كان يُعتبر قلب رع ولسانه، بالإضافة لنقله إرادة رع للبشر.
في علم الأساطير المصري لعب تحوت العديد من الأدوار الحيوية والبارزة، فبالإضافة لكونه أحد الإلهين -الأخرى كانت (ماعت)- الذين وقفا على جانبي مركب رع. فلقد كان إلهًا للسحر والكتابة والأدب والعلم كما أنه اشترك في حساب الموتى. وكان يمتلك قدرات سحرية فائقة، حتى أن المصريين قد اعتقدوا في «كتاب تحوت» والذي يحول قارئه إلى أعظم ساحر متمكن في العالم.

## أسطورته
يحتل تحوت مركزا هاما في الديانة المصرية القديمة. فيربط به دور الوسيط بين آلهة الخير والشر. وتقص أسطورته بأنه عاصر ثلاثة صراعات بين الخير والشر. الثلاثة صراعات متماثلة من حيث المبدأ مع تغير في المتصارعين بحسب زمن كل أسطورة. في المعركة الأولى كان الصراع بين الإله رع وأبيب، والثانية بين حيرو-بيخوتت وست، والصراع الثالث بين حورس ابن أوزوريس وست. وفي كل من تلك الصراعات كان الإله الأول يمثل «النظام» في الكون، والمصارع الثاني يمثل قوى العشوائية وضياع النظام.
وكان عندما يصاب أحد المتصارعين بإصابة خطيرة، عندئذ يقوم تحوت بمعالجته ليستطيع العودة إلى المعركة، هذا بحيث أن لا يغلب أحدهما الآخر.
ونعرف أيضا عن دور تحوت في أسطورة إيزيس وأوزوريس. فبعد أن قامت إيزيس بجمع أشلاء أوزوريس من أنحاء مصر تحت فعل ست، أسر تحوت لها بكلمات لتستطيع بعثه من جديد، وأن تنجب منه (بعد مماته) إبنهما حورس. ثم قامت معركة بين حورس (المنتقم لأبيه) وست وفقد حورس في ذلك الصراع عينه اليسرى. ولكن استشارة تحوت أعطته الحكمة والمعرفة لمعالجتها واسترجاعها. فكان تحوت هو الإله الذي ينطق بإرادة رع.
في البدء كان رع وتحوت وماعت، حيث كانت ماعت ممثلة النظام في الكون وتمثل الحق والعدل. وكان تحوت بتنفيذ إرادة رع. وتنسب الأسطورة له جعل السنة 365 يوما. طبقا للأسطورة كانت السنة 360 يوم فقط، فكانت نوت زوجة رع لم تحمل ولم تنجب له طفلا خلال تلك الأيام. فتراهن تحوت مع القمر على 1/72 من ضوئه وكسب (360/72 = 5)، 5 أيام زائدة. وخلال تلك الخمسة أيام حملت نوت (ربة السماء) وأنجبت حيرو-أور (حورس الكبير، وجه السماء) وأوزوريس وست وإيزيس وأختها نيفتيس.

## التقويم التوتي
ارتبطت معرفة المصريين للتقويم وأيام السنة والشهور بالإله تحوت حتى أن البعض يطلق على التقويم المصري اسم التقويم التوتي، كما أن أول شهور السنة المصرية هو شهر «توت». جحوتي، تحوت، توت، هي أسماء لرب الحكمة والحسابات والفلك عند قدماء المصريين

## من صفاته

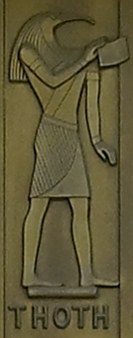
لوحة "لي لوري" لتحوت (1939). مكتبة الكونجرس الأمريكي، العاصمة واشنطون

كانت لتحوت عدة وظائف هامة في الديانة المصرية القديمة. فكان أولا الوسيط في الصراع بين قوى الخير وقوى الشر، وكان عليه أن لا يغلب احدهما الآخر ويقضي عليه.
كما يعزى له أنه علم المصريين الكتابة بصفته كاتب الآلهة.
وفي العالم الآخر دوات يظهر في هيئة أبو منجل، إله الميزان، الذي يسجل نتيجة وزن قلب الميت بالميزان بالنسبة لوزن الريشة (ممثلة لتعاليم ماعت (الحق والعدل والنظام الكوني)).
كان المصريون القدماء يعتقدون أن تحوت إله خلق نفسه بنفسه. فكان يمثل القانون الإلاهي والأخلاق، 
وكان عليه مراعاة تحقيق ماعت.
في نفس الوقت كان هو صاحب الحسابات لتكوين السماء والنجوم والأرض 
وما فيهم. وكانت الإلهة ماعت هي المحافظة على النظام الكوني.
وينسب إليه تحريك الأجرام السماوية. ومن دون كلماته - في اعتقاد المصريين القدماء - لا تستطيع الآلهة البقاء. فكانت قدرته بلا حدود في العالم السفلي، وتضارع قدرة رع وأوزوريس.
يعزي إليه قدماء المصريين بأنه صاحب كل العلوم والأعمال، والديانة، والفلسفة والسحر. واعتبره الإغريق مخترع علم الفلك ومخترع الأعداد والتنجيم، والرياضيات، وقياس الأرض، والطب وعلم الزراعة، والطقوس الدينية، والكتابة.

## دوره في محكمة الموتى

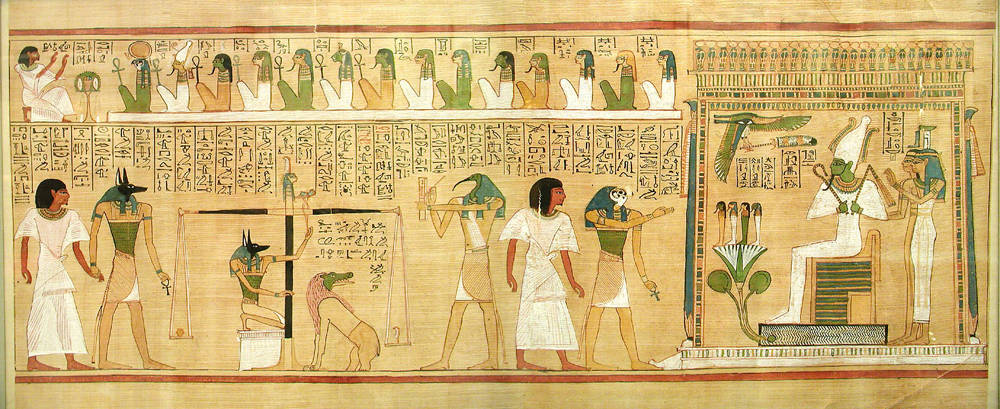
محكمة الموتى، في الصف العلوي يمثل الميت أمام محكمة مكونة من 42 قاضيا للاعتراف بما كان يفعله في حياته، في مقدمتهم رع-حوراختي. ونرى إلى اليمين أسفل منهم أوزيريس جالسا على العرش وخلفه تقف أختاه إيزيس ونيفتيس وأمامه الأبناء الأربعة لحورس واقفون على زهرة البردي وقد قاموا بالمحافظة على جثة الميت في القبر. يأتي حورس بالميت لابسا ثوبا جميلا ليمثل أمام أوزيريس ويدخل بعد ذلك الجنة. إلى اليسار نرى أنوبيس يصاحب الميت لإجراء عملية وزن قلبه. في الوسط منظر عملية وزن قلب الميت: أنوبيس يزن قلب الميت ويقارنه بريشة الحق ماعت، بينما يقف الوحش الخرافي عمعموت منتظرا التهام القلب إذا كان الميت خطاء عصيا، ويقوم تحوت (إله الكتابة) بتسجيل نتيجة الميزان بالقلم في سجله. (ملف بردي «حونيفر» من الأسرة التاسعة عشر)، بالمتحف البريطاني.

## اقرأ أيضا
- الحساب عند قدماء المصريين
- أوزيريس
- حورس
- حتحور
- سث
- اسطورة إيزيس وأوزوريس
- جب
- نوت
- كتاب الموتى
- نصوص الأهرام
- ماعت